# 聖克萊爾 (喬治亞州)
聖克萊爾（英語：Saint Clair）是位於美國喬治亞州伯克縣的一個非建制地區。該地的面積和人口皆未知。

## 地理
聖克萊爾的座標為33°09′04″N 82°13′04″W / 33.15111°N 82.21778°W，而該地的平均海拔高度為118米（即387英尺）。